# ジャン・ムイエール
ジャン・ムイエール（Jean Mouillère, 1941年7月31日 - ）は、フランス出身のヴァイオリン奏者。
アンジェの出身。パリ音楽院にてローラン・シャルミーにヴァイオリン、ジョゼフ・カルヴェに室内楽を学ぶ。1960年にプルミエ・プリを得て音楽院を卒業し、パリ音楽院管弦楽団のコンサートマスターに抜擢される。1968年にヴィア・ノヴァ四重奏団を結成。1980年から2006年まで母校のパリ音楽院で教鞭をとり、退官後はエコール・ノルマル音楽院の教授となった。

## 註
| スタブアイコン | サブスタブ | この項目は、まだ閲覧者の調べものの参照としては役立たない、音楽関係者（バンド等）に関連した書きかけの項目です。この項目を加筆・訂正などしてくださる協力者を求めています（P:音楽/PJ:芸能人）。 |